# Чиркин, Григорий Александрович
Григо́рий Алекса́ндрович Чи́ркин (26 февраля 1986, Новосибирск) — российский футболист, опорный полузащитник.

## Карьера
12 ноября 2005 года провёл одну игру за московский «Локомотив» в Кубке России против «Металлург-Кузбасса» (1:1).
В 2008 году играл в Латвии — провел 11 матчей в Вирслиге за клуб «Рига».
Дебютировал в Лиге Европы 17 сентября 2009 года в матче 1-го тура против берлинской «Герты».
22 февраля 2010 года прибыл в Испанию на просмотр в проводившую там предсезонный сбор «Кубань», однако клубу в итоге не подошёл. Тем не менее, в январе 2011 года снова отправился на просмотр в «Кубань», и опять безрезультатно. В феврале 2012 года подписал контракт с «Балтикой». В конце мая 2014 года появилась информация о переходе Чиркина в тульский «Арсенал», вышедший в премьер-лигу, но в середине июня он подписал контракт с клубом ФНЛ «Анжи». Через год Чиркин перешёл в другой клуб ФНЛ — «Тосно», в составе которого провёл два сезона и завоевал путёвку в премьер-лигу. В июне 2017 подписал годичный контракт, но вскоре аннулировал его и перешёл в «Оренбург». Забив в 29 играх четыре мяча, помог клубу вернуться в премьер-лигу.
В составе Оренбурга в 2019 году участвовал в Премьер лиге России забил один гол.